# 숲관박쥐
숲관박쥐(Rhinolophus silvestris)는 관박쥐과에 속하는 박쥐의 일종이다. 콩고와 가봉에서 발견된다. 자연 서식지는 아열대 또는 열대 기후 지역의 습윤 저지대 숲과 동굴이다. 서식지 감소로 위협을 받고 있다.

## 특징
보통 크기의 박쥐로 전완장은 50~56mm이고 꼬리 길이는 28~32mm이다. 귀 길이는 22~23mm이다.

## 생태
동굴에서 은신하며, 다른 종과 함께 생활하기도 한다. 먹이는 곤충이다. 임신한 암컷이 11월에 포획된 기록이 있다.

## 분포 및 서식지
가봉 동부의 세 군데 지역과 콩고 남부의 한 곳에서만 알려져 있다. 우림에서 서식한다.